# 中川信秀
中川 信秀（なかがわ のぶひで、1954年9月29日 - ）は、大分県出身の元プロ野球選手（内野手）。

## 来歴・人物
大分県立津久見高等学校では、エース、水江正臣とともに、1972年の甲子園に一塁手として出場。3番を打ち、5試合で打率．389、3打点をマーク。苫小牧工業高校戦では本塁打もマークした。
1972年のドラフト会議でドラフト7位に指名され、太平洋クラブライオンズに入団。一軍公式戦の出場がないまま、1974年引退。

## 詳細情報

### 年度別打撃成績
- 一軍公式戦出場なし

### 背番号
- 65 （1973年）
- 41 （1974年）